# Stegodyphus hildebrandti
Stegodyphus hildebrandti är en spindelart som först beskrevs av Karsch 1878.  Stegodyphus hildebrandti ingår i släktet Stegodyphus och familjen sammetsspindlar. Inga underarter finns listade i Catalogue of Life.